# Raine Maida
Michael Anthony Maida (nacido el 18 de febrero de 1970) es un músico canadiense más conocido por ser el vocalista y principal compositor de la banda de rock alternativo Our Lady Peace.  Él ha llegado a ser conocido por su única contratenor nasal falsete voz de canto, así como sus crípticos y poesía con influencias letras de canciones. De vez en cuando toca algunos instrumentos, como la guitarra acústica, mientras se realiza con Our Lady Peace.
Maida comenzó una carrera en solitario en 2006, lanzando su primer álbum solista The Hunters Lullaby en 2007. Él también autoproducido séptimo álbum de estudio de Our Lady Peace, Burn Burn, en 2009. Maida ha estado casado con la cantante canadiense Chantal Kreviazuk desde 1999, y juntos tienen tres hijos. Maida ha estado íntimamente involucrado con War Child y otras organizaciones de caridad desde 2003, y fue un abierto crítico de la guerra de Irak y el expresidente de Estados Unidos George W. Bush.

## Biografía

### Primeros años
Maida nació Michael Anthony Maida en Weston, Ontario, Canadá, en 1970. Sus padres se separaron cuando él era muy joven. Antes de seguir una carrera musical, Maida estudió criminología en la Universidad de Toronto, y antes de que asistió a Ridley Colegio de San Catharines aunque no se gradúen. Alrededor de finales de 1991, Maida cambió su nombre de pila de "Michael" a "Raine". Esto se hizo para evitar la confusión sobre que tiene dos Mikes en Our Lady Peace, la otra de haber sido exmiembro Mike Turner.

## Carrera

### Our Lady Peace (1992-presente)
Raine Maida es el vocalista y miembro fundador de la banda de rock canadiense Our Lady Peace. Maida comenzó la banda con el guitarrista Mike Turner en 1992. Especialmente en los álbumes antes de la gravedad, a menudo se canta en voz alta, nasal. Este estilo de canto, así como de Maida crípticas letras, se convirtió en una de las características de la música de Our Lady Peace. Después de trabajar con el productor Bob Rock en el álbum de la gravedad, su voz se volvió menos nasal, y su tono se volvió un poco más profundo. Sus letras también eran menos de Delfos, a pesar de estos atributos han sido abandonados y su más viejo estilo de canto y obra lírica ha vuelto a un cierto grado en el álbum más reciente de la banda, "Curve" en 2012. Maida ha publicado siete álbumes con Nuestra Señora de la Paz, además de un álbum en vivo y dos grandes colecciones de éxitos, es decir, una década y The Very Best de Our Lady Peace.

### Carrera en solitario
Maida lanzó un EP de cuatro canciones llamado héroe de la esperanza del amor el 14 de noviembre de 2006. El EP contiene las canciones "One Second Chance", "Earthless", "Sex Love and Honey" y "Careful What You Wish For". El EP fue vendido en giras con Chantal Kreviazuk, en su página web y en iTunes.
Su álbum en solitario de larga duración, The Hunters Lullaby , fue lanzado el 13 de noviembre de 2007 por el sello independiente Kingnoise Records. El álbum fue grabado en el propio estudio de Maida utilizando instrumentos acústicos sobre todo, y es descrito por Maida como "una colección de poemas poner a la música". La esposa de Maida se ofrece en varias pistas, cantando y tocando el piano.
Antes de lanzar su segundo álbum en solitario, se dijo que las canciones del álbum serían liberados a partir 24 de agosto de 2010 con la canción "Bury Me with a Gun", ya partir de entonces una nueva canción sería lanzado cada pocas semanas hasta que el a continuación, lanzamiento del álbum completo en el sitio web a principios de 2011. de Maida se actualiza con el posible título del álbum de la Pachamama con una fecha de lanzamiento del 20 de febrero de 2012. Sin embargo unos días después de esta fecha había pasado, la fecha se sustituyó por "Coming Soon" .
El 22 de junio de 2012 Maida anunció el lanzamiento del EP Pachamama.

## Vida personal
Maida reunió cantante y compositora canadiense Chantal Kreviazuk a Pearl Jam concierto en Toronto en 1996. Se casaron en diciembre de 1999 en Toronto, y tienen tres hijos: Michael Rowan (nacido en enero de 2004), Lucca Jon (nacido en junio de 2005), y Salvador 'Sal' Daniel (nacido en junio de 2008). En honor de su décimo aniversario de boda, Maida y Kreviazuk renovaron sus votos matrimoniales en Costa Rica en noviembre de 2009. La pareja recientemente se fue de gira por su nuevo proyecto paralelo llamado Moon Vs. Sun.

## Discografía

### Our Lady Peace
Álbumes de estudio
- 1994: Naveed
- 1997: Clumsy
- 1999: Happiness... Is Not a Fish That You Can Catch
- 2000: Spiritual Machines
- 2002: Gravity
- 2005: Healthy in Paranoid Times
- 2009: Burn Burn
- 2012: Curve
- 2018: Somethingness
- 2021: Spiritual Machines 2

### Como solista
- 2006: Love Hope Hero EP
- 2007: The Hunters Lullaby
- 2010: "Bury Me with a Gun" (Sencillo).
- 2012: Pachamama EP I[1]
- 2012: Pachamama EP II[2]
- 2013: We All Get Lighter